# Tama (Cantabria)
Tama es una localidad española del municipio de Cillorigo de Liébana, perteneciente a la comunidad autónoma de Cantabria.

## Geografía
Es la primera población que se atraviesa al salir del desfiladero de la Hermida y entrar en la comarca de Liébana. Se encuentra a 259 m s. n. m. y está a 114 kilómetros de distancia de la capital cántabra, Santander.
En Tama está el Centro de Visitantes Sotama, del parque nacional de los Picos de Europa, inaugurado en julio de 2005, edificio diseñado por los arquitectos Conrado Capilla y Pucho Vallejo, que ofrece una presentación de este espacio natural.

## Historia
Hacia mediados del siglo XIX, el lugar, ya por entonces perteneciente a Cillorigo de Liébana, tenía contabilizada una población de 168 habitantes. Aparece descrito en el decimocuarto volumen del Diccionario geográfico-estadístico-histórico de España y sus posesiones de Ultramar de Pascual Madoz con las siguientes palabras:

TAMA: l. en la prov. de Santander, part. jud. de Potes, dióc. de Leon, aud. terr. y c. g. de Búrgos, ayunt. de Cabezon de Liébana. sit. en terreno desigual; su clima es bastante sano. Tiene 40 casas; escuela de primeras letras; igl. parr. con Aniezo (Ntra. Sra. de los Angeles) servida por un cura de primer ascenso y presentacion de varías voces, y buenas aguas potables. Confina con Aniezo y otros pueblos de su ayunt. El terreno es montuoso formando valles algun tanto amenos. Los caminos son locales; recibe la correspondencia de Potes. prod.: granos, legumbres, vino, frutas y pastos; cria ganados y caza de varias animales. pobl.: 41 vec., 168 alm. contr.: con el ayunt.
(Madoz, 1849, pp. 578-579)

En 2023, la entidad singular de población, encuadrada dentro de la entidad colectiva del concejo de San Sebastián, tenía empadronados 45 habitantes y el núcleo de población, también 45.

## Personas relevantes
En esta localidad nació Mariano Linares Díez, jurista del siglo XIX.